# Volcana
Marsha Rosenberg, alias Volcana, est une super-vilaine évoluant dans l'univers Marvel de la maison d'édition Marvel Comics. Créé par le scénariste Jim Shooter et le dessinateur Mike Zeck, le personnage de fiction apparaît pour la première fois dans le comic book Secret Wars #3 en juillet 1984.
Elle est notamment l'une des protagonistes des premières Guerres secrètes.

## Biographie du personnage
Marsha Rosenberg est une habitante de Denver (Colorado) qui fut aspirée sur « Battleworld », la planète artificielle créée par le Beyonder durant les Guerres secrètes. Assoiffée de pouvoir, elle travaille avec son amie Mary MacPherran (Titania) pour le Docteur Fatalis. Ce dernier se sert d'appareils aliens pour la transformer en femme de lave et pour donner à MacPherran une force et une résistance surhumaines. Durant l'aventure, Marsha s'éprend d’Owen Reece, alias l’Homme-molécule.
Plus tard, dans un combat avec le Sorcier et Klaw, Marsha s'aperçoit qu’elle peut prendre une forme faite de roche volcanique, et une autre de cendres. C'est grâce à l'Homme-molécule qu'elle peut prendre ces formes : secrètement, il lui avait fait don d'une partie de ses prodigieux pouvoirs de manipulation de la matière.
Par la suite, Marsha et Owen se séparent et elle part vivre à New York.

## Pouvoirs, capacités et équipement
À la suite de l'intervention du Docteur Fatalis, Marsha Rosenberg peut transformer entièrement son corps en plasma, un ensemble de particules hautement chargées. Sous cette forme, elle est recouverte d’une flamme chauffée à blanc et est capable d’envoyer cette énergie thermique ionisée. Sa peau, parcourue de flammes blanches, embrase tout ce qui rentre en contact avec elle, mais ne provoque chez elle aucune souffrance ; elle peut cependant répandre ses flammes sur son environnement, ce qui peut occasionner des dégâts, voire des blessures chez des individus non protégés.
- Volcana peut projeter des décharges concentrées de plasma, avec une portée pratique d'environ 15 mètres[1]. Elle canalise cette énergie par ses bras ou ses mains[1]. Ces décharges génèrent des températures capables d’atteindre plus de 2 500 °C[1].
- Par la suite, elle put pendant un certain temps (après l'intervention de l'Homme-Molécule) adopter d’autres apparences :
  - une forme composée de roches volcaniques (semblable à du basalte) qui lui donnait une force (lui permettant de soulever environ 50 tonnes) et une résistance surhumaines[1] ;
  - une forme composée de cendres volcaniques, complément malléable, qui lui permettait d'altérer la forme de son corps selon ses désirs[1].

Cependant, elle ne pouvait pas effectuer une transformation partielle (pour garder une partie de son corps humain ou avoir plusieurs formes simultanément) et devait choisir entre les formes à sa disposition. Cette faculté à changer de forme disparut après que Volcana rendit à l'Homme-Molécule la portion du pouvoir qu'il lui avait prêté. 
Marsha porte habituellement un maillot de bain d’une pièce composé de molécules instables, ce qui lui permet de rester vêtue même en utilisant ses pouvoirs.